# Syrynia (stacja kolejowa)
Syrynia – nieczynna stacja kolejowa w Syryni, w powiecie wodzisławskim (województwo śląskie).